# Amersfoort World Jazz Festival

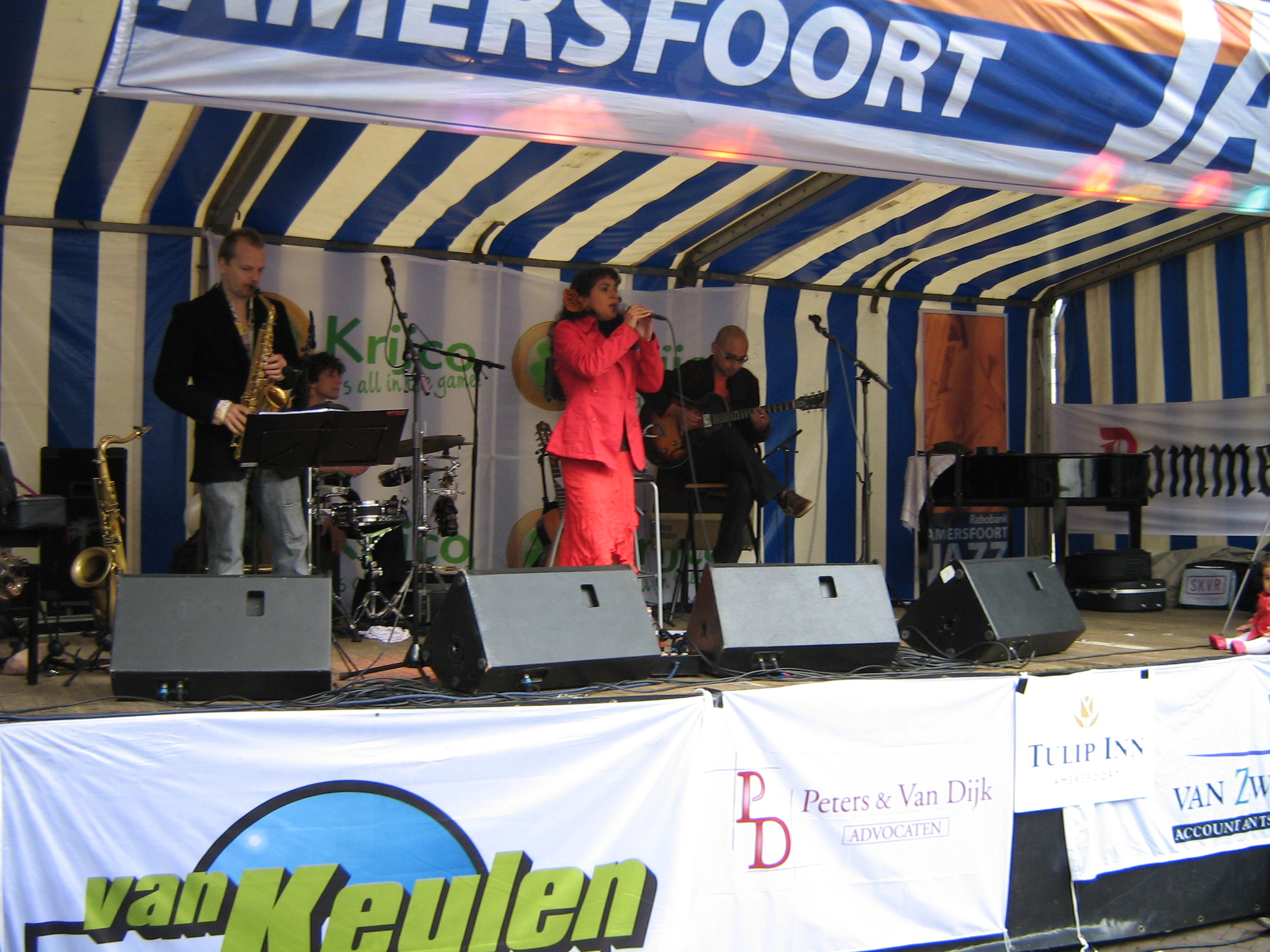
Jazz Juice auf Amersfoort Jazz 2007

Das Amersfoort World Jazz Festival (auch: Amersfoort Jazz) ist ein Musikfestival, welches seit 1979 jährlich mehrere Tage in der Altstadt von Amersfoort stattfindet. Früher fand das Festival am zweiten Wochenende im Mai statt, 2021 und 2022 in der ersten Augusthälfte.
Jährlich kommen über 100.000 Besucher. Mittlerweile finden mehr als hundert Konzerte mit mehr als 600 Musikern statt. Allabendlich präsentieren De Observant und Kosmik junge und etablierte Bands. Weitere Bühnen bilden das Fluor und die historische Sint Aegtenkapel, die akustischen Konzerten vorbehalten ist. Open-Air-Konzerte finden auf dem Lieve Vrouwekerkhof statt. Neben Jazz werden auch andere Musikstile wie World Music, Hip-Hop oder Rap präsentiert. Ein Teil der Konzerte kann bei freiem Eintritt besucht werden. Der Slogan des Festivals lautet A Musician’s Paradise (Ein Paradies für Musiker).
2013 traten unter anderem Madeline Bell mit dem Concertgebouw Jazz Orchester und das niederländische Jugendjazzorchester unter Eric Vloeimans, der thailändische Saxophonist Koh Mr. Saxman, die Nordanians mit Jörg Brinkmann, Maarten Ornstein und Fraser Fifield, Dr. Lonnie Smith und Ruud Jacobs auf. 2022 traten gleich zwei internationale Artists in Residence mehrfach mit verschiedenen namhaften Orchestern auf – John Clayton und Gerald Clayton. Weitere große Namen waren Rein de Graaff (mit seinem Abschiedskonzert), Joseph Bowie und Han Bennink.
Die Leitung der veranstaltenden Stiftung des Jazzfestivals hat der Tenorsaxophonist Alexander Beets (2022), der auch bei der abschließenden Jamsession mitspielt.
Seit 2011 findet zusätzlich eine Konferenz Gateway to Global Jazz statt. Das Festival soll ein Forum für niederländischen Jazz sein und Raum für Improvisation und Crossover geben. 2009 wurde das Festival de Muzen für experimentelle Musik integriert und 2012 das Global Village Festival für Weltmusik.

## Diskographie
- Curtis Fuller & The Peter Beets Quartet: Live at the Anova Jazz Festival Amersfoort 1999 (Hat 1999)
- V. A.: ANOVA Jazz Festival Amersfoort 1997 (Hat 1997, mit Cees Slinger, Masha Bijlsma, Pascal Vermeer u. a.)